# Samsung Galaxy Note 7
Samsung Galaxy Note 7 (в стилизованной записи — слитно: Note7) — смартфон-фаблет производства Samsung Electronics, работающий под управлением операционной системы Android. Представлен 2 августа 2016 года, официально выпущен 19 августа 2016 года в качестве преемника Galaxy Note 5. Galaxy Note 7 является усовершенствованной версией предыдущей модели. В комплекте шло зарядное устройство и наушники. Несмотря на то, что смартфон является шестым основным устройством в серии Galaxy Note, ему был присвоен индекс «7». Компания пошла на этот шаг для того, чтобы потребители не считали смартфон чем-либо уступающим флагманской модели Samsung Galaxy S7.
В июле 2017 года была выпущена версия Galaxy Note Fan Edition (FE).

## Многочисленные взрывы

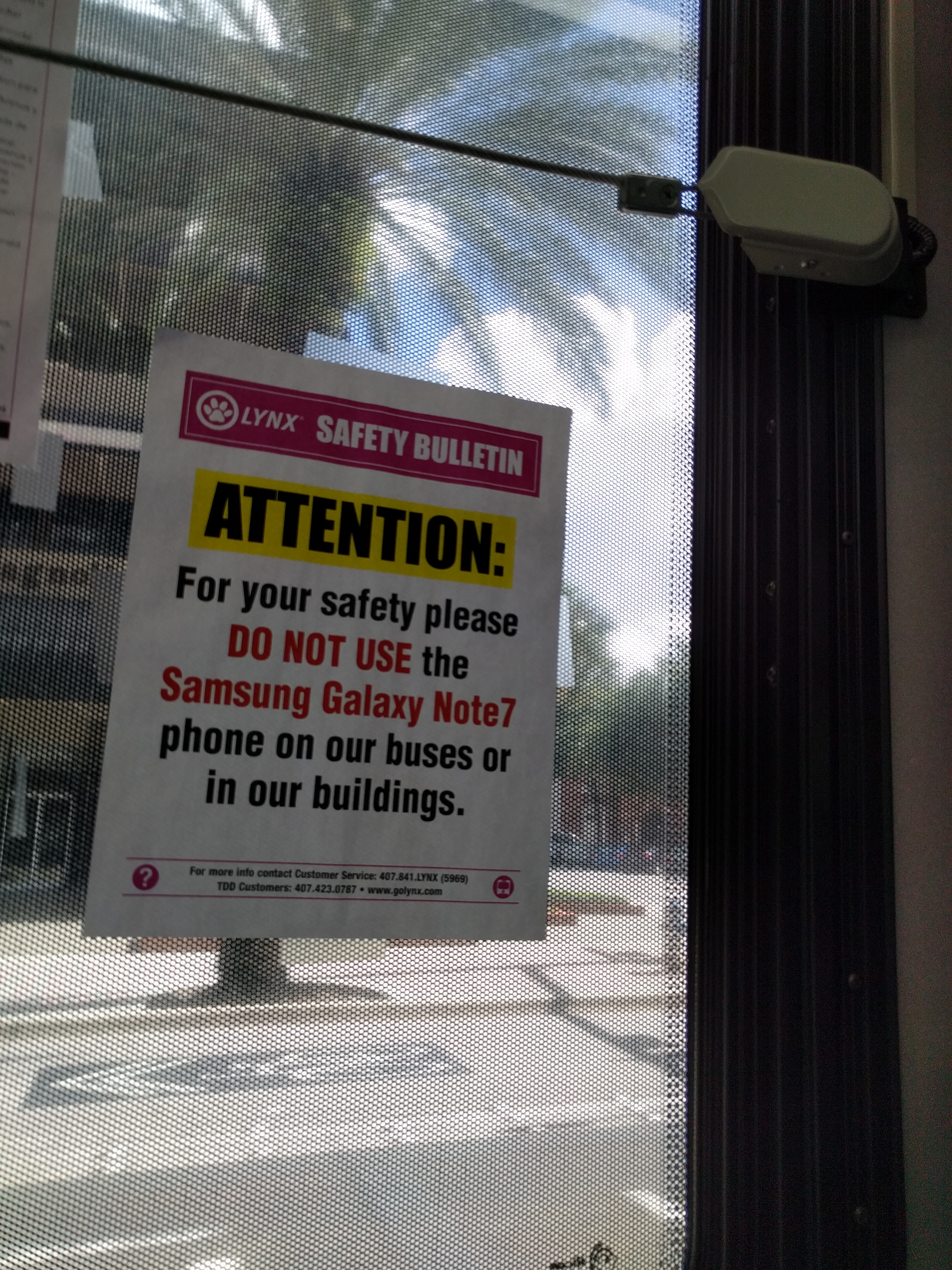
Бюллетень, предупреждающий о запрете на использование Galaxy Note 7 в автобусах и зданиях автобусной системы Lynx (автобусная система) (Орландо, штат Флорида, США)

Samsung попросил партнёров остановить продажи и обмены Galaxy Note 7, а также порекомендовал пользователям «отключить питание и прекратить использование устройств». Причиной стали многочисленные инциденты с перегревом, задымлением и возгоранием телефона из-за бракованного аккумулятора.
Ситуацией с дефектными Galaxy Note 7 очень обеспокоены экологи, так как компания Samsung не огласила своего плана по безопасной утилизации смартфонов. Если они будут выброшены на свалку, то превратятся в 728,6 тонны высокотехнологичного мусора. Чтобы не допустить этого, экологические организации создали петицию к CEO Samsung Electronics Квон О Хёну с требованием не выбрасывать миллионы новых смартфонов, а использовать ценные материалы из них повторно. По оценкам экспертов, компания потеряла 3,82 млрд технологических устройств.

### Исправление ситуации
Позже компания Samsung переработала Galaxy Note 7, присвоив ему название Galaxy Note 7 FE (Fan Edition). Он отличается, помимо обновлённого чипсета, современным программным обеспечением, уменьшенной батареей, а также отсутствием логотипа под сеткой динамика.

## В популярной культуре
Samsung Galaxy Note 7 появлялся в официальном клипе на песню Мота "На дне".